# بگروو
بگروو (به آلمانی: Beggerow) یک شهر در آلمان است که در Mecklenburgische Seenplatte District واقع شده‌است. بگروو ۶۳۰ نفر جمعیت دارد.